# سبوغلينة دقيقة
سبوغلينة دقيقة (الاسم العلمي: Siboglinum pusillum) هي نوع من الحيوانات تتبع جنس السبوغلينة من فصيلة سبوغلينات.